# Puszcza Osiecka
Puszcza Osiecka - obszary leśne rozciągające się niegdyś na prawym brzegu Wisły. Jej przybliżone granice przebiegały pomiędzy rzekami Wilgą, Świdrem i Wisłą, gdzieniegdzie je przekraczając. Słynęła jako miejsce polowań książąt mazowieckich, a także z licznych barci. Jej obecne pozostałości to lasy: Otwockie, Celestynowskie i Garwolińskie oraz Mazowiecki Park Krajobrazowy.